# Râul Niculești
Râul Niculești este un curs de apă, afluent al Râului Mare. 